# Bathyeurystomina rockallensis
Bathyeurystomina rockallensis is een rondwormensoort uit de familie van de Enchelidiidae. De wetenschappelijke naam van de soort is voor het eerst geldig gepubliceerd in 1979 door Lambshead & Platt.